# 懷特里弗鎮區 (阿肯色州普雷里縣)
懷特里弗鎮區（英語：White River Township）是位於美國阿肯色州普雷里縣的一個行政鎮區。

## 地方資料
懷特里弗鎮區的面積為192.74平方千米，當中陸地面積為186.09平方千米，而水域面積為6.65平方千米。根據2010年美國人口普查的數據，當地共有人口2247人，而人口密度為每平方千米11.66人。